# Primera División Uruguaya 1940
Il campionato era formato da undici squadre e il Nacional vinse il titolo.

## Classifica finale
| Pos. | Squadra              | G  | V  | N | P  | GF | GS | Punti |
| ---- | -------------------- | -- | -- | - | -- | -- | -- | ----- |
| 1    | Nacional             | 20 | 16 | 3 | 1  | 63 | 22 | 35    |
| 2    | Rampla Juniors       | 20 | 11 | 3 | 6  | 41 | 29 | 25    |
| 3    | Montevideo Wanderers | 20 | 10 | 4 | 6  | 47 | 22 | 24    |
| 4    | Peñarol              | 20 | 10 | 2 | 8  | 54 | 38 | 22    |
| 5    | Liverpool            | 20 | 8  | 3 | 9  | 39 | 39 | 19    |
| 6    | River Plate          | 20 | 7  | 5 | 8  | 35 | 39 | 19    |
| 7    | Defensor             | 20 | 5  | 9 | 6  | 32 | 49 | 19    |
| 8    | Sud América          | 20 | 6  | 5 | 9  | 31 | 37 | 17    |
| 9    | Racing Montevideo    | 20 | 7  | 3 | 10 | 31 | 46 | 17    |
| 10   | Central              | 20 | 3  | 9 | 8  | 26 | 35 | 15    |
| 11   | Bella Vista          | 20 | 1  | 6 | 13 | 22 | 65 | 8     |

G = Partite giocate; V = Vittorie; N = Nulle/Pareggi; P = Perse; GF = Goal fatti; GS = Goal subiti; 

## Classifica marcatori
| Gol |  |  | Giocatore     | Squadra  |
| --- |  |  | ------------- | -------- |
| 18  |  |  | Atilio García | Nacional |